# Drei-Schluchten-Talsperre

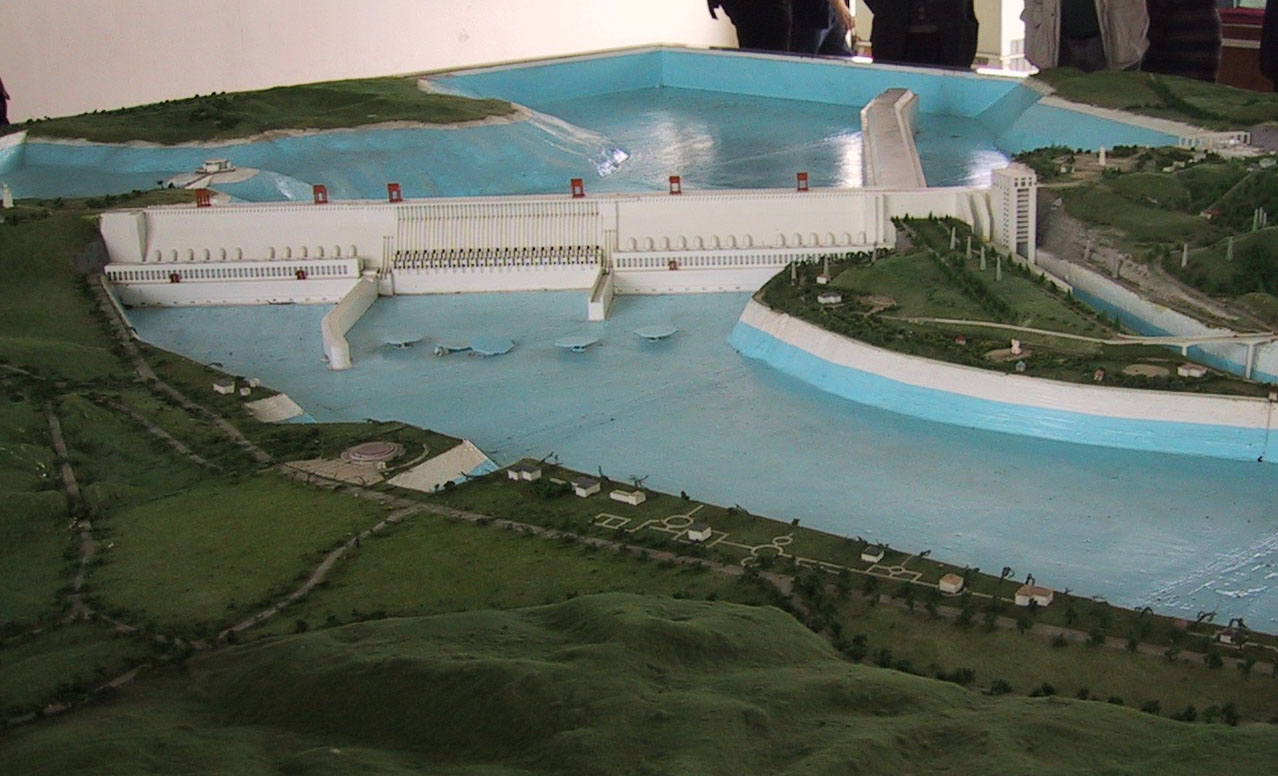
Modell der Talsperre

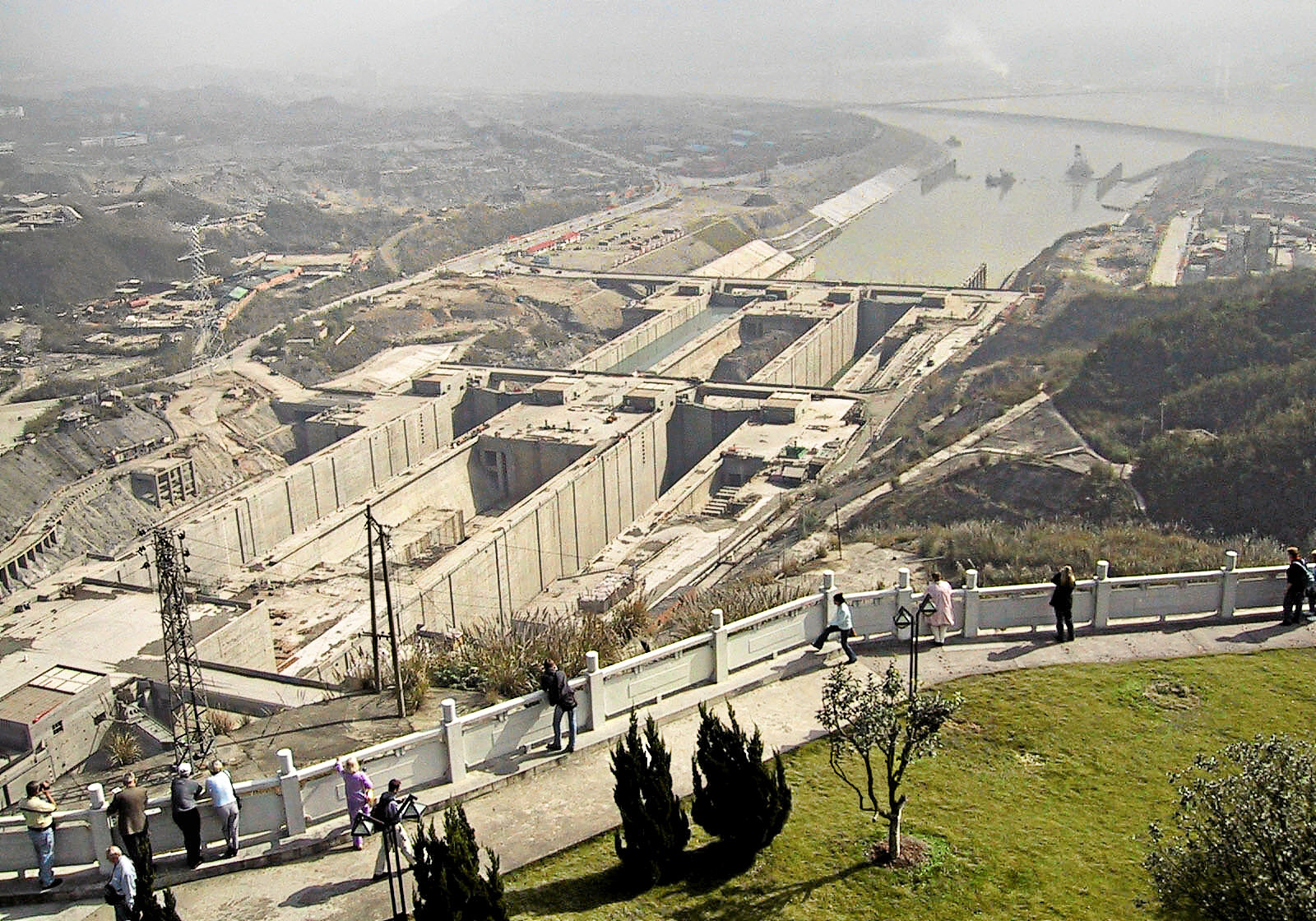
Schiffsschleusensystem der Talsperre während der Bauphase, Nov. 2002

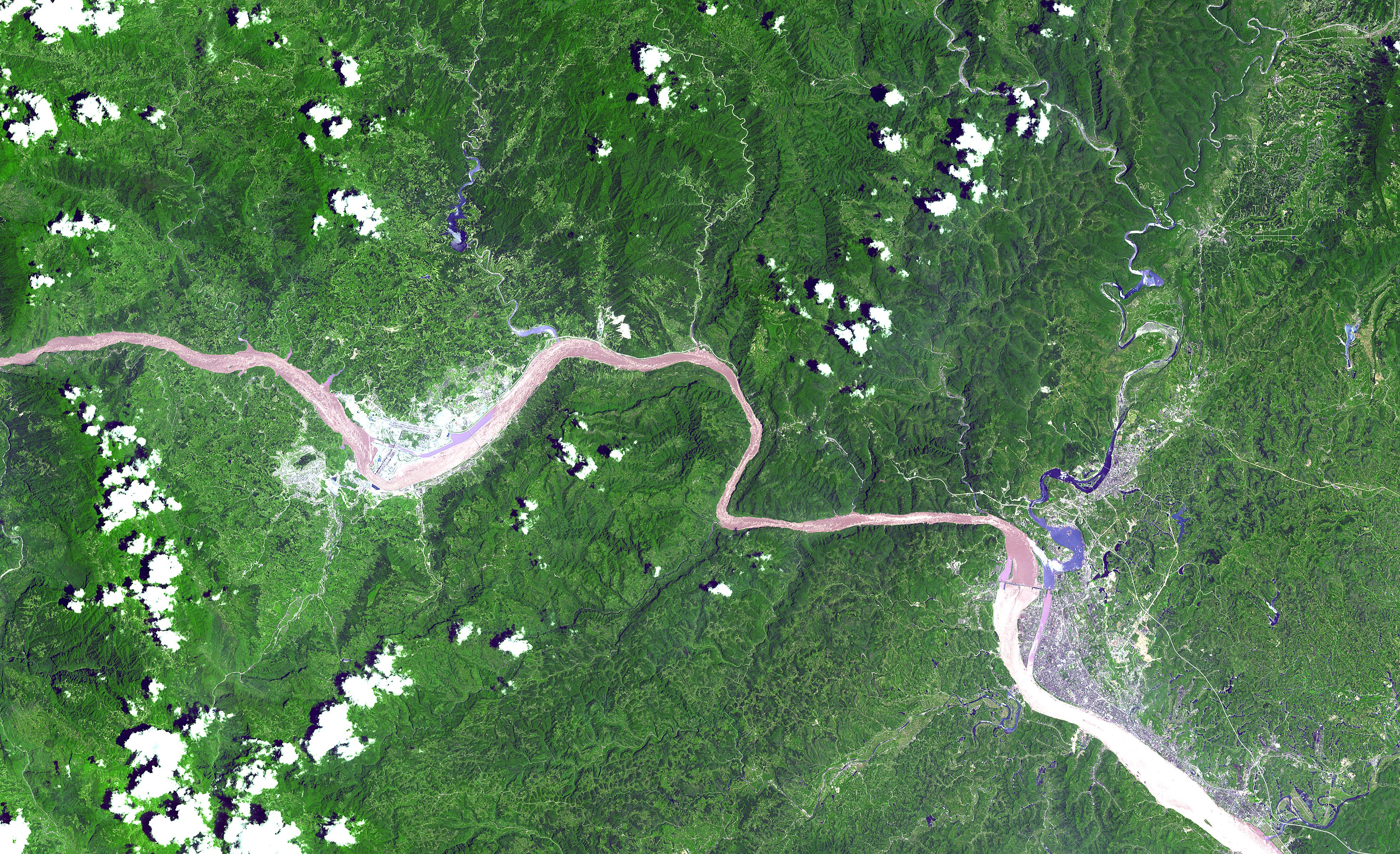
Satellitenbild des Stausees (die Drei-Schluchten-Talsperre ist etwa 1/3 von der linken Kante entfernt; die Bildmitte gehört zur Gezhouba-Talsperre, etwa 1/3 von der rechten Kante), Juli 2000

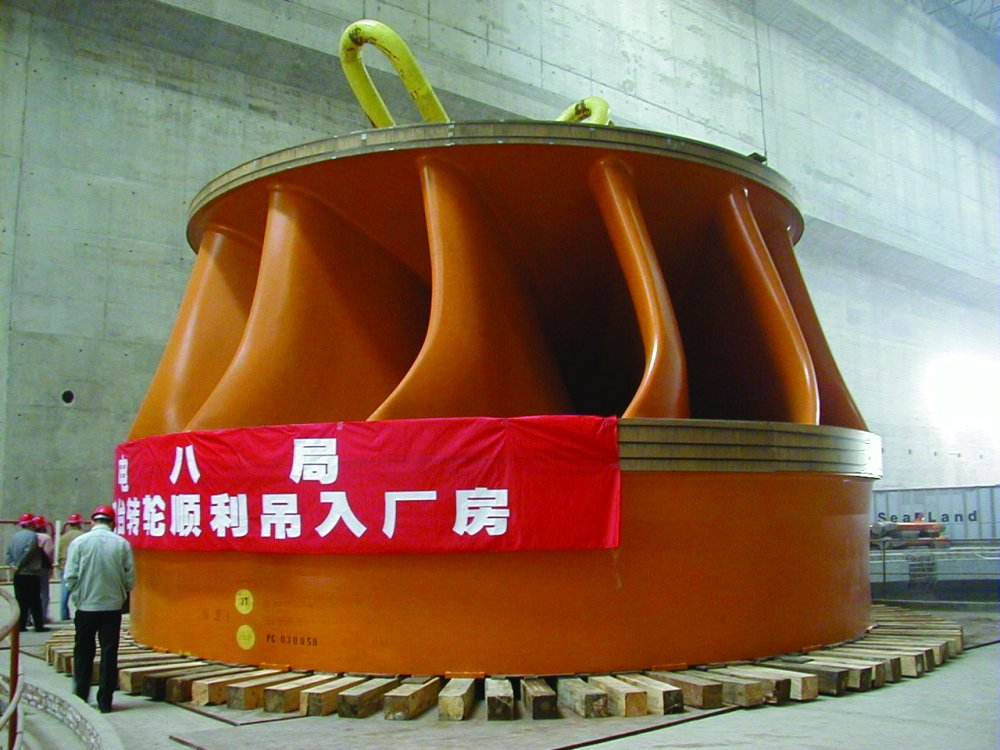
Laufrad einer Francis-Turbine für das Wasserkraftwerk

Die Drei-Schluchten-Talsperre (chinesisch 三峽大壩 / 三峡大坝, Pinyin Sānxiá Dàbà, amtlich: 長江三峽水利樞紐 / 长江三峡水利枢纽 Pinyin: Chángjiāng Sānxiá Shuǐlì Shūniǔ, wasserwirtschaftliches Drehkreuz der Drei-Schluchten-Region) ist eine Stauanlage mit einem Wasserkraftwerk, einer Doppel-Schleusenanlage und einem Schiffshebewerk im Jangtsekiang in China; sie liegt im Ort Sandouping 38 km flussaufwärts von Yichang in der Provinz Hubei. Das Wasserkraftwerk ist mit einer installierten Generator-Leistung von 22,5 Gigawatt das größte der Erde, auch wenn es höhere und längere Talsperren und größere Stauseen gibt. Der durch die Staumauer entstandene Stausee erstreckt sich durch die berühmten Drei Schluchten über 663 km bis weit nach dem 500 km entfernten Hafen von Chongqing. Die Anlage wird von der China Three Gorges Corporation (CTG) betrieben.

## Einleitung
Kein anderes Großprojekt war in den letzten Jahren so umstritten wie diese Talsperre in der Volksrepublik China. Die Befürworter begründen seine Notwendigkeit hauptsächlich mit der Verbesserung des Hochwasserschutzes. So hatten die Hochwasser des Jangtsekiang beispielsweise 1954 über 30.000 Menschenleben gekostet. Beim Hochwasser 1994 entstand ein Sachschaden von 20 Milliarden Euro. Weitere Gründe für den Bau waren die Stromerzeugung (Wasserkraftwerk) und die Verbesserung der Schifffahrt. Die Gegner befürchteten Nachteile durch die ökologischen Folgen, die geologischen Gefährdungspotentiale und die soziokulturellen Folgen des Projekts.
Der Jangtsekiang ist mit 6.380 km der längste Strom Chinas und der drittlängste der Erde. Auf seinem Weg fließt er vom tibetischen Hochland durch das Rote Becken, dann durch die Drei Schluchten und schließlich in die Ebene von Yichang, bis er bei Shanghai ins Ostchinesische Meer mündet. Sein Einzugsgebiet ist knapp zwei Millionen Quadratkilometer groß; es umfasst den Lebensraum eines Drittels der chinesischen Bevölkerung (Gesamtpopulation etwa 1,4 Mrd. Menschen) und 25 % des chinesischen Ackerlandes. Der mittlere Abfluss des Jangtsekiang beträgt 32.500 m³/s (zum Vergleich: Rhein 2.330 m³/s). Er ist außerdem eine der wichtigsten Binnenwasserstraßen Chinas.

### Begriffsunterscheidung
Obwohl es sich bei dem Absperrbauwerk der Talsperre um eine Staumauer handelt, wird die englische Bezeichnung „Three Gorges Dam“ meist falsch mit „Drei-Schluchten-Damm“ bzw. „-Staudamm“ übersetzt. Dieser sehr häufige Fehler findet sich vereinzelt sogar in Fachliteratur und ist dem Umstand geschuldet, dass im englischen Vokabular keine vergleichbare Unterscheidung getroffen wird – das Wort „dam“ kann sowohl eine Staumauer als auch einen Staudamm oder auch eine ganze Talsperre bezeichnen.

## Projekt

### Vorgeschichte
Die Idee den Jangtsekiang zur Energiegewinnung zu nutzen existierte schon seit Jahrzehnten. Es war der Traum jedes großen chinesischen Herrschers, den unberechenbaren Fluss zu bändigen. So äußerte erstmals 1919 Sun Yat-sen seine diesbezüglichen Gedanken.
Zwischen 1944 und 1946 wurde das „United States Bureau of Reclamation“, eine US-amerikanische Aufsichtsbehörde für Wasserversorgungsprojekte, beauftragt, eine solche Talsperre zu entwerfen. Als es jedoch so weit war, wurde das Vorhaben durch den chinesischen Bürgerkrieg gestoppt. Auch Mao Zedong (Vorsitzender der Kommunistischen Partei) versuchte 1958 das Projekt zu realisieren, doch dieser Versuch scheiterte an den zu hohen Baukosten.
Als 1969 die Provinz Hubei das Projekt wiedererweckt hatte, lehnte Mao Zedong das Vorhaben aus politisch-militärischen Gründen ab. Als Ersatz wurde die kleinere Gezhouba-Talsperre nach 18 Jahren Bauzeit fertiggestellt. Sie liegt 38 km unterhalb der Drei-Schluchten-Talsperre bei der Stadt Yichang.
In den 1980er Jahren wurde das Projekt aufgrund der stärker werdenden Energieknappheit zum Schlüsselprojekt in Deng Xiaopings Reform- und Modernisierungspolitik. So wurde 1985 das Drei-Schluchten-Projekt wieder aufgegriffen. Auf Grund starker Proteste und Bedenken des Nationalen Volkskongresses wurden 1986 Vertiefungsstudien durchgeführt. 1986 wurde auf der Basis einer bilateralen Vereinbarung ein chinesisch-kanadisches Konsortium mit einer Machbarkeitsstudie beauftragt, die durch die Weltbank und durch die kanadische Regierung finanziert wurde.
1992 wurde das Projekt durch die Abstimmung im Volkskongress genehmigt, allerdings mit einem Negativrekord, denn noch nie vorher in der Geschichte des Nationalen Volkskongresses wurde ein Entschluss mit nur zwei Dritteln Mehrheit angenommen (Ergebnis: 1767 pro, 177 contra und 664 Enthaltungen). Ministerpräsident Li Peng, ehemaliger Energieminister, war der Hauptverfechter des Projektes. Da jede Kritik dem Projekt gegenüber untersagt wurde, konnten sich Kritiker nur im Ausland darüber äußern. Das Buch der Projektgegnerin Dai Qing wurde verboten, ihr wurde ein Publikationsverbot auferlegt und sie musste für zehn Monate ins Gefängnis.

### Bauverlauf
Die China Three Gorges Projekt Corporation (CTGPC) erhielt vom chinesischen Staat den Auftrag für die Ausführungsplanung und den Bau des Kraftwerkes, der Schleusenanlagen und des Schiffshebewerkes.
Am 14. Dezember 1994 wurde mit einer Eröffnungsfeier der kommende Baubeginn verkündet und am 5. Januar 1995 mit dem ersten Bauabschnitt, dem Erstellen des Fangdamms als Vorarbeit zum Bau der Staumauer, begonnen. Um die Schifffahrt aufrechterhalten zu können, musste der Jangtsekiang als 3,7 Kilometer langer Kanal um die Baustelle geführt werden. Die Arbeiten dazu begannen im April 1995, der Kanal war am 6. Oktober 1997 schiffbar und am 8. November 1997 wurde der Fluss vollständig umgeleitet.
Ebenfalls im April 1995 ist mit den Arbeiten an der Staumauer, dem Kraftwerk auf der linken Flusshälfte, der Doppel-Schleusenanlage und dem Schiffshebewerk begonnen worden. An dieser Großbaustelle waren bis zu 18.000 Arbeitskräfte beschäftigt. Pro Tag wurden bis zu 350 LKW-Ladungen mit je 20 Tonnen Beton verbaut.
Am 1. Juni 2003 wurden die Wehrfelder der Staumauer geschlossen; damit begann die erste Teilflutung. Am 17. Juni 2003 konnte durch eine Live-Übertragung des staatlichen chinesischen Fernsehen im ganzen Land die Durchfahrt des ersten Fährschiffes durch die fünfstufige Schleusenanlage mitverfolgt werden.
Die erste Turbine mit einer Nennleistung von 700 Megawatt konnte am 24. Juni 2003 im Kraftwerk auf der linken Flusshälfte in Betrieb genommen werden. Ende 2003 lieferten bereits 4 Turbinen elektrische Energie. Knapp drei Jahre danach, am 20. Mai 2006, konnte das staatliche chinesische Fernsehen wieder eine Zeremonie übertragen. Bei dieser gossen Bauarbeiter die letzte Betonladung auf die Staumauer, womit die Errichtung der Talsperre abgeschlossen war. Die Fertigstellung erfolgte 9 Monate vor dem geplanten Zeitpunkt (Feb. 2007). Alle 14 Turbinen des linken Kraftwerks waren ebenfalls in Betrieb. Geliefert wurden 8 Einheiten, bestehend aus den Generatoren, Transformatoren und Turbinen durch ein Joint Venture der Unternehmen Alstom, ABB, Kvaerner und der chinesischen Firma Haerbin Motor. Die restlichen 6 Einheiten durch das Joint Venture Voith, Siemens, General Electric und der chinesischen Firma Oriental Motors.
Bis 2008 war auch das Kraftwerk mit seinen 12 Turbinen auf der rechten Flusshälfte in Betrieb. Dadurch wurde die ursprünglich geplante Leistung von 18,2 GW erreicht.
Im Berg auf der rechten Seite des Flusses wurde in Tunnelbauweise ein zusätzliches Kraftwerk erstellt, in dem weitere 6 Turbinen mit 700 MW untergebracht wurden. Diese konnten im Jahr 2012 in Betrieb gesetzt werden. Mit den beiden Turbinen mit je 50 MW, für die Produktion des Eigenbedarfes, erhöhte sich die Kraftwerksleistung auf 22,5 GW. Die 20 Turbinen für die Kraftwerke auf der rechten Flussseite und im unterirdischen Werk im Berg wurden durch zwei neu gegründete chinesische Unternehmen geliefert. Durch Harbin Power Equipment, die sich das Know-how von Alstom, ABB und Kvaerner angeeignet hatte und durch Dongfang Electrical Machinery die nach dem Know-how von Voith, Siemens und General Electric arbeitet.

### Schleusen und Hebewerk
Es wurde eine Doppel-Schleusenanlage, bestehend aus zwei parallel verlaufenden fünfstufigen Schleusentreppen, erstellt. Mit den Ein- und Ausfahrtstrecken ist die Schleusenanlage mehr als 6.400 Meter lang.
In den Projektplänen von 1992 war das Schiffshebewerk bereits eingezeichnet und bewilligt. Mit den ersten Bauarbeiten wurde am 24. April 1995 begonnen. Die verantwortlichen Experten bei der CTGPC waren jedoch über die Sicherheit des Aufzugsystems sehr besorgt. Zum Einbau war eine Hebetechnik mit Seilzügen vorgesehen. Die Ingenieure befürchteten, dass aufgrund der kolossalen Masse von Wanne mit Schiff das ganze System instabil sein würde. Dies könnte zu Sicherheitsrisiken führen. Das Hebewerk wurde mit einem Baustopp belegt.
Ein Joint Venture aus Lahmeyer International mit Hauptsitz in Bad Vilbel und Krebs+Kiefer erhielt den Auftrag über die Prüfung und mögliche Durchführbarkeit des bestehenden Projekts. Sie erarbeiteten ein neues Konzept, in dem das Schiffshebewerk mit Zahnstangenantrieb und Drehspindel ausgerüstet wird. Als Lastenausgleich wurden Gegengewichte an 256 Stahlseilen vorgesehen. Das Konzept gelangte ab 2008 zur Ausführung. Am 18. September 2016 konnte schließlich das Schiffshebewerk in Betrieb genommen werden. Somit waren schließlich die letzten großen Bauarbeiten an der Drei-Schluchten-Talsperre abgeschlossen.

### Kosten
Die Kosten dieses Riesenbauwerkes wurden anfangs mit 26 Mrd. US-Dollar beziffert; bis 2002 wurden allerdings schon 50 Mrd. US-Dollar verbaut, so dass Schätzungen von Gesamtkosten von 75 Mrd. US-Dollar bis 2013 ausgingen. Finanziert wurde die Talsperre vom chinesischen Volk, das mit einer Sondersteuer belastet wurde, sowie zu 65 % durch Kredite der staatlichen chinesischen Entwicklungsbank. Auch ausländische Investoren waren an dem Projekt beteiligt, von denen als wichtigste die Investmentbank Morgan Stanley sowie die kanadische Regierung zu nennen sind.
Die deutsche Bundesregierung trat als Bürge für den Milliardenauftrag bei Siemens ein.

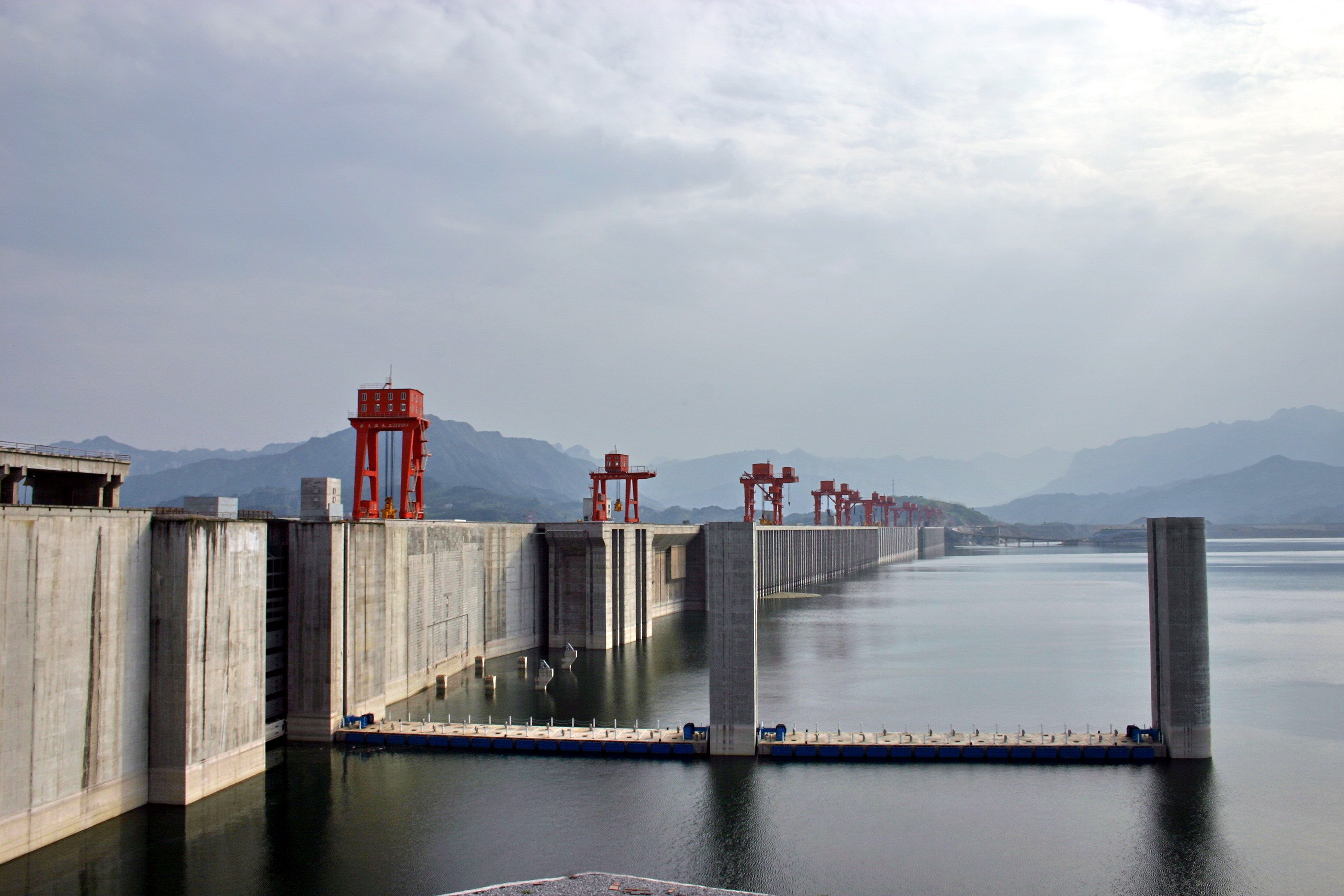
Drei-Schluchten-Talsperre im April 2007

### Technische Daten
- Bauart: Gewichtsstaumauer aus Beton
- Bauzeit: ab 5. Januar 1995
  - 1995 bis 1997 Bau des 3,7 km langen Umleitungskanals für die Schifffahrt
  - 1995 bis 2003 Fertigstellung von Staumauer, Doppel-Schleusenanlagen und Kraftwerk auf der linken Flusshälfte. Aufnahme der Stromproduktion mit 4 Turbinen
  - 2006 Fertigstellung der kompletten Staumauer, alle 14 Turbinen im linken Kraftwerk in Betrieb
  - 2008 Fertigstellung des Kraftwerks auf der rechten Flusshälfte und Inbetriebnahme aller 12 Turbinen.
  - 2008 bis 2012 Erstellung des zusätzlichen, unterirdischen Kraftwerks innerhalb des Berges auf der rechten Seite des Flusses und Inbetriebnahme der 6 Turbinen.
  - 2008 bis 2016 Erstellung des Schiffshebewerkes.
- Länge des Absperrbauwerkes: 2335 m inkl. Doppel-Schleusenanlage und Schiffshebewerk
- Kronenlänge der Mauer allein: 1983 m
- Höhe des Absperrbauwerkes über Gründung: 181 m[12]
- Höhe der Mauerkrone: 185 m über dem Meeresspiegel
- Höchstes Stauziel: 180,40 m über dem Meeresspiegel
- Normales Stauziel: 175 m über dem Meeresspiegel
- Minimaler Betriebswasserstand/Absenkziel: 145 m über dem Meeresspiegel
- Wasserpegel talseits (Unterwasser) 62 m bis 83 m über dem Meeresspiegel
- Höhenunterschied der Wasserpegel Oberwasser (normales Stauziel)/Unterwasser max. 113 m (= max. Hub der Schiffshebeanlage)
- Staukapazität für Hochwasser: 22,1 Mrd. m³
- Gesamtstauraum: 39,3 Mrd. m³ (zum Vergleich: Bodensee: 48,5 Mrd. m³)
- Wasseroberfläche: 1.085 km² (zum Vergleich: Bodensee: 536 km²)
- Stauseelänge (bei Stauziel): 663 km (andere Angabe: 620 km)
- Regulierter Abfluss in der trockenen Saison: 5.860 m³/s.
- HWE-Bemessungsdurchfluss: 113.000 m³/s
- Nennleistung: 22,5 GW (seit 2012),[13] (zum Vergleich Itaipú: 14 GW)
- Anzahl der Turbinen mit 700 Megawatt: 32[13]
- Anzahl der Turbinen mit 50 Megawatt: 2 (Produktion der Energie für Eigenbedarf)
- Verwendete Turbinen: Francis-Turbinen
- Regelarbeitsvermögen: 84 TWh/a, entspricht einer über ein Jahr gemittelten Leistung von 9,6 GW. Das entspricht 14 % des deutschen Stromverbrauchs im Jahr 2004
- Überflutetes Gebiet: bei normalem Wasserstand 23.793 Hektar Land
- Überflutete Städte: 13
- Überflutete Dörfer: 1350
- Überflutete Fabriken: 657[14]
- mittlere Stauseebreite: 1,6 km:
- Umgesiedelte Personen: circa 1,3 Millionen[15]
- Bauvolumen:
  - Abtragung von Erde und Felsen: 8.789 Mio. m³
  - Auffüllung von Erde und Felsen: 3,124 Mio. m³
  - Beton: 26,71 Mio. m³[16]

Angaben zum Teil entnommen aus

## Nach Fertigstellung
Nach Bauabschluss wurde der Betrieb der Anlage an die, seit 2009 in China Three Gorges Corporation (CTG) umbenannte, CTG übertragen. Der chinesische Staat will am Oberlauf des Jangtse noch weitere größere Wasserkraftwerke erstellen lassen. Die CTG wurde mit der Planung der Xiluodu-, der Wudongde-, der Baihetan- und der Xiangjiaba-Talsperre beauftragt. Die zu erstellenden Kraftwerke würden die Gesamtleistung von 45 GW erreichen, was der doppelten Leistung der Drei-Schluchten-Talsperre entsprechen würde.

### Hochwasserschutz
Als Begründung für den Bau der Drei-Schluchten-Talsperre nannten die Befürworter: die Beeinflussung des natürlichen Abflusses, die Möglichkeit der umweltfreundlichen Stromerzeugung durch Wasserkraft, sowie eine Verbesserung für die Schifffahrt und die Verhinderung von Überschwemmungen unterhalb der Talsperre.
Im 20. Jahrhundert sind mehr als drei Millionen Menschen (siehe hier) in den Fluten des Jangtsekiang ums Leben gekommen. Allein in dessen letzten 15 Jahren gab es sechs Flutkatastrophen in China, bei denen jedes Mal Tausende von Menschen dem Hochwasser zum Opfer fielen. Die letzte
„Jahrhundertflut“ war 1996. Um zu helfen und um Schlimmeres zu verhindern waren drei Millionen Menschen am Jangtsekiang als Helfer im Einsatz.
Doch nach Ansicht von Kritikern genügt es nicht, nur eine gigantische Talsperre zu errichten, um die Überschwemmungen zu verhindern, sondern man muss auch die Ursachen bekämpfen. Allzu gern verweist man bei den verheerenden Überschwemmungen allein auf schwere Regenfälle, während die vom Menschen geschaffenen Veränderungen im Einzugsgebiet oft übersehen werden.
Für die jährlich wiederkehrenden Überschwemmungen können als hauptsächliche Ursachen genannt werden:
- Die topographischen Gegebenheiten Chinas. Vom bis zu 7.000 Meter hohen Himalaja-Gebiet im Westen fällt das Land stetig bis auf Meereshöhe in östliche Richtung ab. Der Jangtsekiang sammelt das Wasser von etwa 700 Nebenflüssen. Im Sommer, wenn die Schneeschmelze und Monsunregen zusammentreffen, steigt die Hochwassergefahr.
- Die Abholzung der Wälder entlang des Jangtsekiang gilt als ein gravierender Punkt. Einst haben diese Wälder den Niederschlagsabfluss vermindert und abgebremst. Heute fließt er ohne Rückhaltung in den Strom. Allerdings kam es auch in Zeiten vor der Abholzung der Wälder zu verheerenden Überschwemmungen.
- Die Trockenlegung zahlreicher Seen im Bereich des Jangtsekiang ist eine weitere Ursache. Begründet wurde dies mit der Gewinnung von dringend benötigtem Ackerland für die Versorgung der stetig wachsenden Bevölkerung. Diese Seen gingen als Rückhalteräume für die Zuflüsse zum Jangtsekiang verloren. Ein Beispiel bildet die Region Hubei, die 1949 etwa 1066 Seen aufwies, heute aber nur noch 325. Allerdings kam es auch in Zeiten vor der Trockenlegung der Seen zu verheerenden Überschwemmungen.[21]

Kritiker verweisen zudem auf die weiter bestehende Hochwassergefahr unterhalb der Talsperre. Auf die Nebenflüsse des Jangtsekiang, wie zum Beispiel den Han Jiang, hat die Talsperre keinerlei Einfluss.

### Energiegewinnung

Energiegewinnung im Jahresverlauf (2008)

China betreibt immer noch verhältnismäßig viele Kohlekraftwerke , welche große Treibhausgasemissionen verursachen, womit sie zu den Hauptquellen der menschengemachten Globalen Erwärmung zählen. Der gesamte Energieverbrauch Chinas wird aber zweifellos infolge des großen Wirtschaftswachstums in der nahen Zukunft noch erheblich ansteigen. Das durch die Errichtung der Staumauer gewonnene Gefälle wird deshalb zur Energiegewinnung verwendet. Das Regelarbeitsvermögen des ursprünglichen Kraftwerks mit einer Nennleistung von 18,2 GW betrug 84,7 TWh elektrischer Energie.
2012 wurde das Kraftwerk um weitere Turbinen erweitert, womit die Nennleistung nun 22,5 GW beträgt. Nach einer AFP-Meldung betrug die tatsächliche Energieerzeugung im Jahr 2014 98,8 TWh und übertraf damit das ursprünglich erwartete Regelarbeitsvermögen um 16,64 %. Zudem war die Anlage das produktionsstärkste Kraftwerk der Welt. Zugleich konnte durch das Wasserkraftwerk die Verstromung von etwa 49 Millionen Tonnen Kohle vermieden werden, wodurch der Ausstoß mehrerer Dutzend Millionen Tonnen Kohlendioxid im Jahr durch fossile Brennstoffe vermieden wird. Zugleich ergibt sich aus diesen Zahlen ein Kapazitätsfaktor von ca. 50 %, die durchschnittliche Leistung lag bei ca. 11,3 GW.
2016 lieferte die Drei-Schluchten Talsperre 93,5 TWh. Um die maximale Energieausbeute zu erzielen, ist im Stausee jedoch ständig ein hoher Betriebswasserstand erforderlich. Dadurch entsteht ein Konflikt zwischen den beiden Hauptzielen, nämlich der Energiegewinnung einerseits und dem Hochwasserschutz andererseits.
2020 stellte die Energiegewinnung mit 111,8 TWh seinen Rekord auf.

### Energieübertragung
Der gewonnene Strom wird vor allem in die Provinzen im Osten geleitet, wofür insgesamt 9.100 Kilometer Hochspannungsleitungen errichtet werden mussten. Die gelieferte Energie wird nicht nur für private Haushalte benötigt, sondern auch für die industrielle Entwicklung bislang unterentwickelter Provinzen wie Sichuan.
Für die Übertragung der mit der Drei-Schluchten-Talsperre bereitgestellten elektrischen Energie wird unter anderem auch die Technik der Hochspannungs-Gleichstrom-Übertragung (HGÜ) angewendet. Die bipolare HGÜ Dreischluchtendamm–Changzhou ist 940 km lang, wird mit einer Gleichspannung von ±500 kV betrieben und ist für die Übertragung einer Leistung von 3 GW ausgelegt.

### Schiffbarkeit und Infrastrukturmaßnahmen
Vor dem Bau der Talsperre war die Schiffbarkeit des Jangtsekiang durch die sehr stark schwankende Wassertiefe eingeschränkt. Außerdem bildeten seine hohen, engen Schluchten eine Gefahr für die Schifffahrt. Durch diverse Schluchten standen schmale Fahrrinnen zur Verfügung, die nur im „Einbahnverkehr“ durchfahren werden durften. Durch die Flutung des Stausees wurden die Schluchten breiter. Die Wassertiefe stieg im Durchschnitt um 70 Meter. Durch die Erhöhung der Transportkapazität sanken auch die Transport-Preise, so dass die Häfen attraktiver und lukrativer wurden. Der von der Flussmündung etwa 2.250 km entfernt liegende Hafen von Chongqing kann nun mit 10.000-Tonnen-Schiffen angefahren werden. 2011 erreichte der Gütertransport durch die Schleusen 100 Mio. t, vor dem Bau der Staumauer waren es nur 18 Mio. t. 2015 waren es bereits 120 Millionen t.
Da eine Durchfahrt durch die Schleusenanlage etwa 4 Stunden dauert und die Schleusenkapazität begrenzt ist, muss mit Fahrzeitverlängerungen wegen Stau vor den Schleuseneinfahrten gerechnet werden. Seit der Inbetriebnahme des Schiffshebewerkes am 18. September 2016 entspannte sich die Lage etwas, was der Personenschifffahrt große Erleichterung bot. Nun dauert die Überwindung der etwa 110 Höhenmeter im Aufzug nur noch 40 Minuten.
Ein vorrangiges Ziel des Dreischluchtenprojektes war auch, neben der Verminderung der Hochwassergefahr, das vormals wenig entwickelte Zentralchina zu entwickeln. Dazu wurden umfassende Maßnahmen zur Verbesserung der Infrastruktur (Eisenbahnnetz, Autobahnen, Flughäfen) verwirklicht. Entlang dieser neuen Verkehrswege setzte dadurch ein gewaltiger wirtschaftlicher Aufschwung ein, mit neuen, modernen Städten, ein Punkt, der bei der Gesamtbewertung des Dreischluchtenprojektes berücksichtigt werden muss.

### Tourismus
Der Tourismus ist eine wichtige Einnahmequelle im Drei-Schluchten-Gebiet, von dem aber Teile überflutet werden, wie zum Beispiel Chinas Loreley, die nur noch als Brustbild zu beobachten sein wird. Kritiker gehen davon aus, dass der bisherige Reiz einer Schifffahrt durch die Drei Schluchten nach der vollständigen Aufstauung verloren geht, während die Befürworter des Projekts darauf hinweisen, dass bei mehr als 1000 Meter hohen Felswänden eine Reduzierung der Schluchten um ungefähr 90 Meter nur eine geringfügige Beeinträchtigung darstelle und das Panorama der Schluchten eindrucksvoll genug bleibe. Auch wenn das Landschaftsbild mit seinen hohen Felswänden und markanten Felsspitzen zum Großteil erhalten bleibt, verliert die Passage der drei Schluchten für Touristen an Dramatik. Die Fahrten über einen reißenden Jangtsekiang gehören bereits jetzt der Vergangenheit an. Andererseits ist die Drei-Schluchten-Talsperre auch für sich genommen eine Touristenattraktion, durch die Geld in diese Region kommt.

### Ökologische Auswirkungen

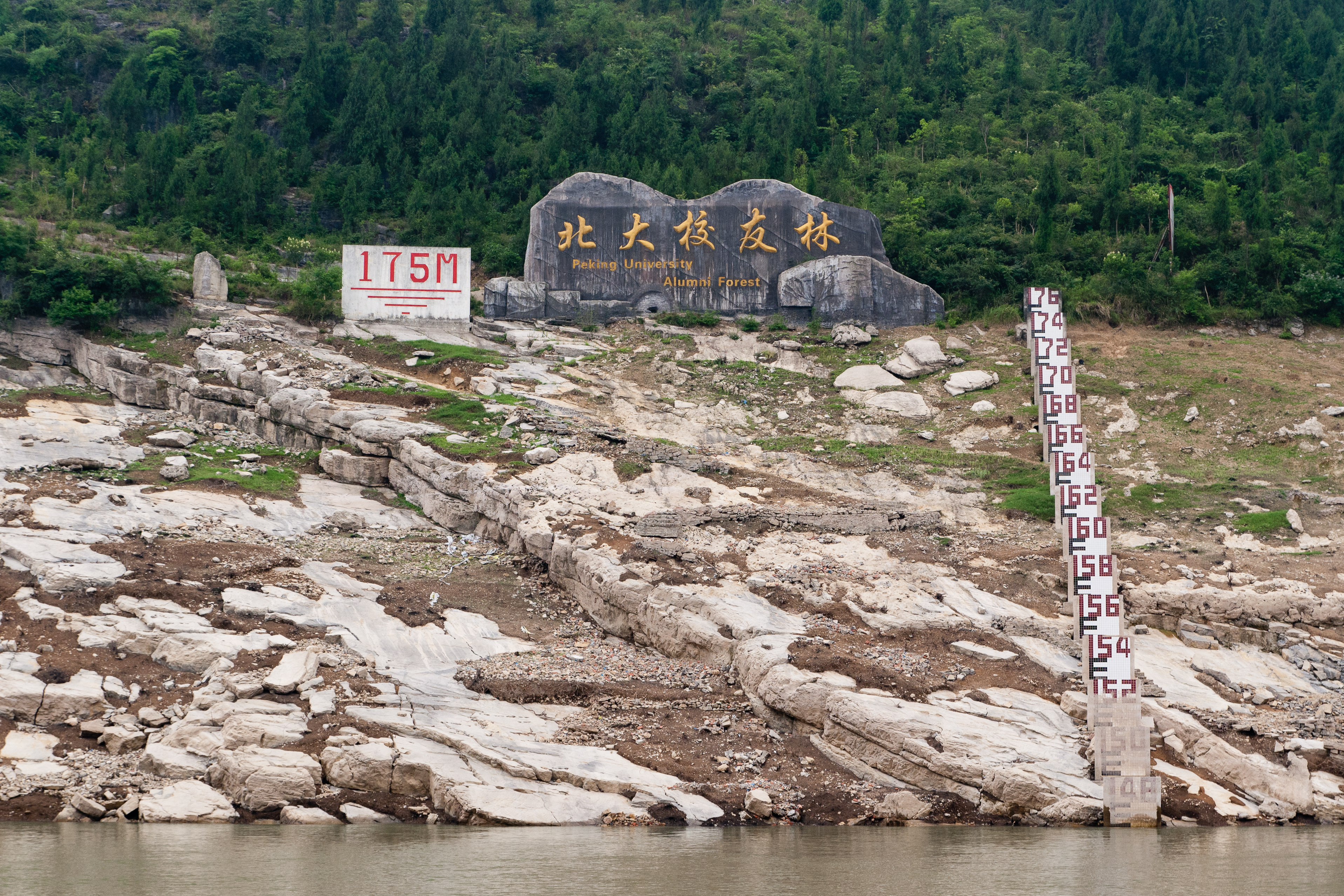
Wasserstandsmarke entlang des Jangtsekiang

Ein hydroökologisches Problem besteht darin, dass der Jangtsekiang große Mengen an Treibsand und Sediment mit sich führt. Messungen der hydrologischen Station bei Yichang ergaben eine jährliche Belastung von etwa 523 Millionen Tonnen. Bei dem hohen Abfluss des Jangtses ergibt dies etwa 1,19 Kilogramm pro Kubikmeter. Beim Bau der Gezhouba-Talsperre wurde ein Konzept erarbeitet, bei dem die Ablagerungen hinter der Staumauer jährlich durch Sedimentschleusen ausgespült werden. Dieses Konzept wurde übernommen.
Das zurückgehaltene Sediment steht außerdem flussabwärts nicht mehr zur Verfügung. Bisher wurde es bei Hochwasser auf den flussnahen Feldern abgelagert und verbesserte damit den Nährstoffgehalt der Böden. Darüber hinaus wurde bislang die normale Abtragung am Flussgrund durch frisches Sediment aus dem Oberlauf ausgeglichen. Bleibt dieses aus, besteht die Gefahr, dass der Fluss sich eintieft und der Grundwasserspiegel sinkt.
Darüber hinaus wird eine Vielzahl Tier- und Pflanzenarten durch das Projekt bedroht, da deren natürlicher Lebensraum zerstört wird. Betroffen sind:
- 2862 Pflanzenarten
- 335 Fischarten wie zum Beispiel der Chinesische Stör[29] (Acipenser sinensis), der Jangtse-Stör (Acipenser dabryanus) und der Schwertstör (Psephurus gladius) sind durch den Bau der Talsperren vom Aussterben bedroht bzw. ausgestorben.
- Bedroht sind auch 22 Tierarten, die auf der Roten Liste aussterbender Tierarten stehen, wie zum Beispiel der China-Alligator (Alligator sinensis). Bedroht war auch der Chinesische Flussdelfin (Lipotes vexillifer), der 2007 für ausgestorben erklärt wurde.[30]

Um die Tierarten zu schützen, will man an einem abgesperrten Flussarm des Jangtsekiang ein Reservat errichten, das ökologisch noch weitgehend intakt ist.
Kritiker befürchten jedoch, dass sich Gifte aus Müllhalden und Fabriken im Wasser lösen könnten. Dazu kommt das Methangas, das durch die Verrottung der Vegetation der überfluteten Gebiete entsteht.
Eine im Jahre 2005 veröffentlichte Studie (Xian et al. (2005), siehe Literatur) hat gezeigt, dass durch die Drei-Schluchten- und die Gezhouba-Talsperre bereits negative ökologische Folgen eingetreten sind: Mehrere hundert Kilometer unterhalb der Staumauer, im gezeitenbeeinflussten Mündungsgebiet des Jangtsekiang, wurde eine starke Zunahme von eingewanderten Quallenarten beobachtet. Durch den verringerten Abfluss und damit einhergehend der verringerten Sedimentfracht strömt bei Flut mehr Salzwasser vom Meer in das Mündungsgebiet, wodurch ideale Bedingungen für die Quallen entstanden. Das Problem wird durch die Überfischung der vormals im Mündungsgebiet lebenden essbaren Qualle Rhopilema esculentum weiter verschärft.
Nach nur fünf Betriebsjahren seit der Inbetriebnahme der ersten 12 Generatoren wurde durch die chinesische Regierung eine Kabinettssitzung einberufen, um die festgestellten Probleme zu lösen. Weitere 300.000 Menschen sollten umgesiedelt werden, da durch die wechselnden Wasserstände die Uferregionen aufweichen und dadurch Erdrutsche ausgelöst werden. Geologische Probleme werden nicht ausgeschlossen. Die enorme Wasserverschmutzung sollte bekämpft werden. Durch die geringere Fließgeschwindigkeit ist das chemische Gleichgewicht gestört. Die Schifffahrt wird durch die Schleusen stark behindert. Es entstehen lange Wartezeiten. Die geplanten Tonnagen können nicht erreicht werden.

### Zwangsumsiedlung
Durch die Flutung sind nicht nur Lebensräume für Pflanzen und Tiere untergegangen, sondern auch viele historische und kulturelle Stätten, darunter 5.000 Jahre alte Gräber und uralte Felsmalereien. Einige Stätten wurden abgebaut und an höher gelegenen Orten wieder aufgebaut. Einzelne Objekte wurden präpariert für den zukünftigen Tauchtourismus. Heute liegen ganze Städte, unzählige Dörfer und Fabriken unter Wasser. Einige Beispiele dafür sind die Tempelstadt Fengdu mit ihren archäologischen Stätten, Wanxian (140.000 Einwohner) und Fuling (80.000 Einwohner).
Probleme entstanden den Menschen durch die Umsiedlung. Es mussten bis zu zwei Millionen Menschen umgesiedelt werden. Der größte Teil davon waren Bauern, die auf das ertragreiche Schwemmland am Ufer des Jangtsekiang verzichten und in die höherliegenden Gebiete ziehen mussten. Doch diese karstigen Hochlagen mit einem raueren Klima sind für die Landwirtschaft schlecht geeignet. Experten sagen, dass diese Hochlagen nur ein Fünftel des Ertrages des Schwemmlandes abwerfen werden. Entlang der ebenfalls vom Aufstau betroffenen Nebenflüsse war die Bevölkerung gezwungen, vom fruchtbaren Ackerland im Tal in die steileren Hanglagen umzuziehen. Diese neu terrassierten Hänge können jedoch nur mit Spezialkulturen bepflanzt werden, v. a. Orangen.
Die Kritikerin Dai Qing befürchtete, dass die Umsiedler nicht, wie von Seiten der Regierung zugesichert, eine gleichwertige Behausung und eine finanzielle Entschädigung erhalten würden. Die Umsiedler, hauptsächlich Bauern, waren mit den ihnen zugewiesenen Unterkünften unzufrieden und die Entschädigungen von umgerechnet 3.000 Euro versickerten teilweise im Korruptionssumpf. Die Lebensbedingungen haben sich für viele Menschen massiv verschlechtert. Hunderttausende fanden keine Arbeit. Betroffen war insbesondere die ältere Generation, während deren Kinder durch Umzug in größere Städte von der Möglichkeit einer guten Ausbildung in neu errichteten, modernen Betrieben und Schulen profitieren konnten.
Ebenso sollen die Fischbestände in dem Stausee geringer werden, so dass auch die Fischer einen Teil ihrer Existenzgrundlage verlieren werden. Bereits 1995 wurde davon ausgegangen, dass 3,2 bis 4,5 Millionen Menschen von ökologischen Problemen betroffen sein werden. Im Oktober 2007 wurde entschieden, dass weitere 4 Millionen Menschen aus ökologischen Gründen umzusiedeln seien.

### Betriebsprobleme
Da es am Jangtsekiang keine staatlich geregelten Müllentsorgungssysteme gibt, entsorgt die Bevölkerung ihren Unrat über den Wasserweg. Da flussaufwärts mehr als 150 Millionen Menschen leben, entwickelt sich die ständige Einleitung von Abwässern und Abfällen in den Fluss zu einem großen Problem. Bereits ein Jahr nach der ersten Stauung 2004 wurden 1,3 Mio. Tonnen Müll und 1,3 Mrd. Tonnen Abwasser in den Jangtsekiang entsorgt. Im August 2010 drohte die Verstopfung der Schleusenanlage. Der ganze Unrat staute sich vor der Staumauer zu einem Müllteppich von mehr als 50.000 m², mit einer Dicke von 60 cm auf.
Durch den Müll könnten die Schleusentore blockieren oder Schäden an Schiffen entstehen. Daher sind 100 Arbeiter mit 15 Spezialbooten auf dem See und fischen täglich etwa 600 Tonnen Müll ab. Laut dem Betreiber China Three Gorges Corporation werden jährlich etwa 200.000 Kubikmeter Abfälle vor der Staumauer abgefischt und auf Deponien in der Umgebung entsorgt. Dadurch entstehen Kosten von jeweils über einer Million Euro im Jahr.
Die durch staatliche Stellen zur Verfügung gestellten finanziellen Mittel für 140 geplante Kläranlagen wurden von den jeweiligen Verwaltungsbehörden teilweise zweckentfremdet und der Bau der notwendigen Anlagen ausgesetzt.
Zu Betriebsproblemen können die jährlich in den Sommermonaten auftretenden Monsunregen führen. Wenn die Schneeschmelze noch zusätzliches Wasser erzeugt, steigt die Gefahr von Hochwasser. So hatten die Drei-Schluchten-Talsperre und die Gezhouba-Talsperre im Juli 2017 ihre Produktionskapazität um zwei Drittel heruntergefahren.  Diese Maßnahme reduziert den Wasserabfluss des Kraftwerkes. Dadurch kann eine Überschwemmung der Ebenen flussabwärts gemindert oder gar verhindert werden.

### Sicherheitsrisiken
Im Falle eines militärischen Konfliktes oder eines Terroraktes wäre die Staumauer ein empfindliches Anschlagsziel. Im September 2013 unterzeichnete Ministerpräsident Li Keqiang die „Verordnung zum Schutz und zur Sicherheit des Drei-Schluchten-Staudammes“. Das zuständige Militärkomitee wird vier Flugabwehrraketen, 24 Brigade-Hubschrauber, acht Patrouillenboote und 4600 bewaffnete Soldaten zum Schutze der Staumauer abkommandieren.
Der chinesischen Regierung war bekannt, dass kurz nach Fertigstellung an der Staumauer mehr als einhundert Risse im Beton festgestellt wurden. Einige davon wiesen eine Länge von über 30 Meter auf und reichten bis 3 Meter tief in die 115 Meter dicke Mauer. Wegen Korruption innerhalb der chinesischen Behörden wurden beim Mauerbau Baumaterialien in teilweise minderwertiger Qualität verwendet. Aufgrund der Korruptionsvorwürfe wurden etwa hundert Beamte gerichtlich belangt und verurteilt. Trotz dieser bekannten Mängel wurde 2006 der Stausee geflutet. Durch die aufgestaute Wassermenge wird die Staumauer an der Talsohle mit einem Druck von rund 140 Tonnen pro Quadratmeter belastet.
Die Talsperre liegt in einem von Erdbeben gefährdeten Gebiet, in der Nähe einer geologischen Verwerfung. Der Leiter des geologischen Instituts von Sichuan, Professor Fan Xiao, schließt aufgrund neuer geologischer Untersuchungen Probleme durch den tektonisch instabilen Untergrund nicht aus. Das Gewicht der enormen Wassermassen kann die Erdkruste zusammendrücken, was zu Entladungen bestehender Spannungen im Untergrund führen kann. Durch das aufgestaute Wasser und die jährliche Absenkung des Wasserspiegels um 30 Meter im Winterhalbjahr können die Ufer instabil werden, was Erdrutsche und entsprechende Flutwellen auslösen kann. Xiao verweist auf das Erdbeben in Sichuan 2008, wo die Zipingpu-Talsperre beschädigt wurde. Gemäß Professor Xiao hat die Anzahl kleinerer Erdbeben seit der Flutung zugenommen.
Premierministers Wen Jiabao gab folgende Einschätzung ab: „Einige der Probleme des Damms zeichneten sich schon während der Planungsarbeit ab. Ihre Lösung wurde auf die Zeit nach der Inbetriebnahme verschoben. Andere wurden erkannt, konnten aber aufgrund damaliger Beschränkungen nicht effektiv gelöst werden“. Es bestehe „fortlaufender Handlungsbedarf, um die durch seinen Bau entstandenen Probleme zu lösen und geologische Katastrophen zu verhindern“.
Im Falle eines strukturellen Versagens des Absperrbauwerkes wären Leben und Besitz von mehr als 15 Millionen Menschen im Tal des Jangtsekiang in Gefahr. Die chinesische Regierung betont, dass das Bauwerk auch einem Erdbeben der Stärke 7 standhalten könnte.

### Korruption
Hongkonger Zeitungen meldeten im Jahre 2001, dass Anfang Mai 2000 staatliche Baufirmen umgerechnet etwa 125 Millionen Euro im Zusammenhang mit dem Jangtsekiang-Projekt veruntreuten. Zuvor berichtete sogar eine parteinahe Pekinger Wirtschaftszeitung von einem Korruptionsfall im Umfang von etwa 60 Millionen Euro. Im letzteren Fall wurden etwa hundert Beamte schuldig gesprochen.
Wegen Informationsweitergabe an die internationale Presse über Korruption im Zusammenhang mit Ausgleichszahlungen, standen im April 2001 vier Bauern aus der Gegend um Gaoyang im Kreis Yunyang, in Peking vor Gericht. Die vier Angeklagten He Kechang, Ran Chongxin, Jiang Qingshan und Wen Dingchun hatten gegenüber der internationalen Presse konkrete Informationen über die Korruption in dem Talsperrenprojekt weitergegeben. Die vier Bauern wollten bei der entsprechenden Regierungsstelle in Peking eine Unterschriftensammlung im Zusammenhang mit den seit langer Zeit vermissten Entschädigungsgeldern vorlegen. Dabei wurden sie in Peking verhaftet und fanden sich vor Gericht wieder (Quelle: AFP-Jiji). Human Rights Watch und Probe International.23.
Weitere Vorfälle ereigneten sich um den im heutigen Überschwemmungsgebiet aufgewachsenen Maisbauern und Bürgerrechtler Fu Xiancai. Auch er ist nach Peking gereist, um den Verantwortlichen in der Beschwerdebehörde persönlich eine Petition, bezüglich ausstehender Entschädigungszahlungen, mit tausenden Unterschriften von betroffenen Bauern zu übergeben. Nach seiner Rückkehr in die Kreisstadt Zigui (Provinz Hubei) wurde er fünf Tage lang grundlos inhaftiert. Wiederholt beschwerte er sich wegen ausbleibender Entschädigungen für die Bauern. Nach einem kritischen Interview im Mai 2006 gegenüber dem ARD-Magazin Tagesthemen wurde Fu Xiancai wegen des Interviews von der örtlichen Polizei verhört. Auf dem Heimweg wurde der Bürgerrechtler brutal zusammengeschlagen und so schwer verletzt, dass er seither vom Hals abwärts gelähmt ist. Die lokalen Behörden weigerten sich zudem, für eine lebensnotwendige Operation aufzukommen. Erst die deutsche Botschaft finanzierte den Eingriff. Menschenrechtler weltweit protestierten gegen dieses Vorgehen Chinas.
Die jahrelangen Proteste zeigten Wirkung. Peking musste eingestehen, dass Korruptionsfälle bekannt seien. Der staatliche Rechnungsprüfer Li Jinhua prüfte die Umsiedlungsausgaben der Jahre 2004 und 2005 des Stadtstaates Chongqing und der Provinz Hubei. Er fand veruntreute Gelder im Betrag von 272 Millionen Yuan (27 Mio. €). Sein Untersuchungsbericht wurde über Chinas Zeitungen veröffentlicht.

### Wasser für den Norden
Ein weiteres Projekt, das eng mit dem Bau der Talsperre verbunden ist, wurde im Jahr 2002 genehmigt: In den Nordprovinzen leiden viele Städte an Wassermangel, da der Wasserverbrauch durch Bevölkerungswachstum und Industrieansiedlungen extrem gestiegen ist. Geplant wurde ein Wasserleitungsnetz, bestehend aus drei Kanälen. Wasser aus den südlichen Gebieten, und hier vor allem aus dem Jangtsekiang, soll in den Norden gepumpt werden. Baubeginn für die Kanäle der östlichen und der mittleren Route war bereits im Jahr 2002. Im Jahr 2014 floss das erste Wasser nach Peking und anderen Städten. Der östliche Kanal erbringt eine Transportleistung von bis zu 2 Milliarden m³ und der mittlere Kanal bis zu 8 Milliarden m³ Wasser. Die Baukosten beliefen sich auf 66 Milliarden Euro. Der heftig umstrittene Kanal der westlichen Route soll bis 2050 erstellt werden Siehe hierzu Süd-Nord-Wassertransferprojekt.

## Filme
- Shi Ming, Thomas Weidenbach (Regie): Chinas Größenwahn am Yangtse. Deutschland, 2008, 43 Min., WDR (mit Bildervergleich 1995–2007)[47]
- Larges Dams, Engineering Channel: The largest dam in the world. 23 Min. (englisch).
- Jia Zhangke (Regie): Still Life. Volksrepublik China, 2006.
- The Yangtze Three Gorges Dam Project Overview. 11.48 Min. (ohne Worte)